# Gibberula lifouana
Gibberula lifouana is een slakkensoort uit de familie van de Cystiscidae. De wetenschappelijke naam van de soort is voor het eerst geldig gepubliceerd in 1871 door Crosse.